# Markthalle Basel

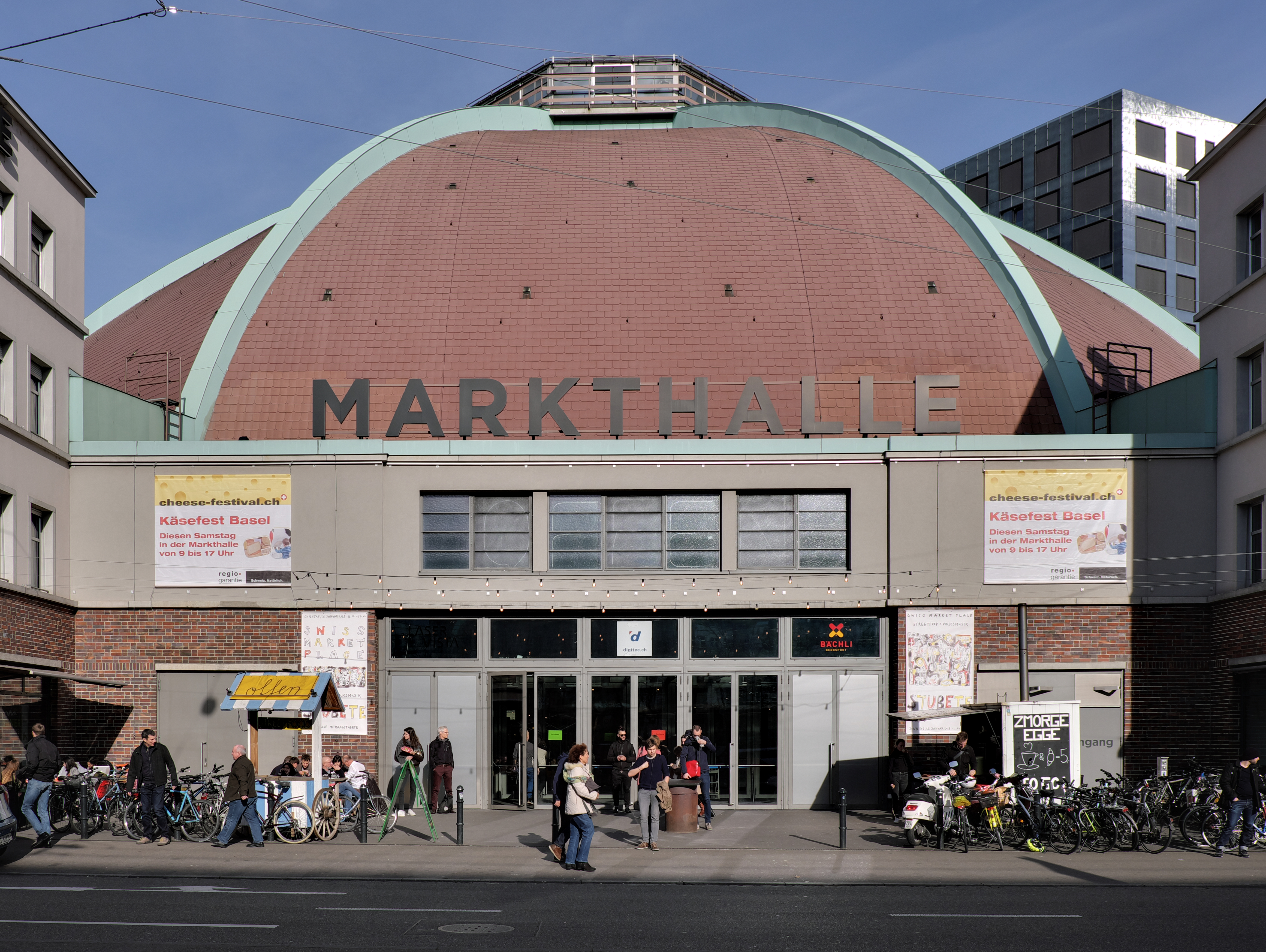
Acceso principal en la Viaduktstrasse 10

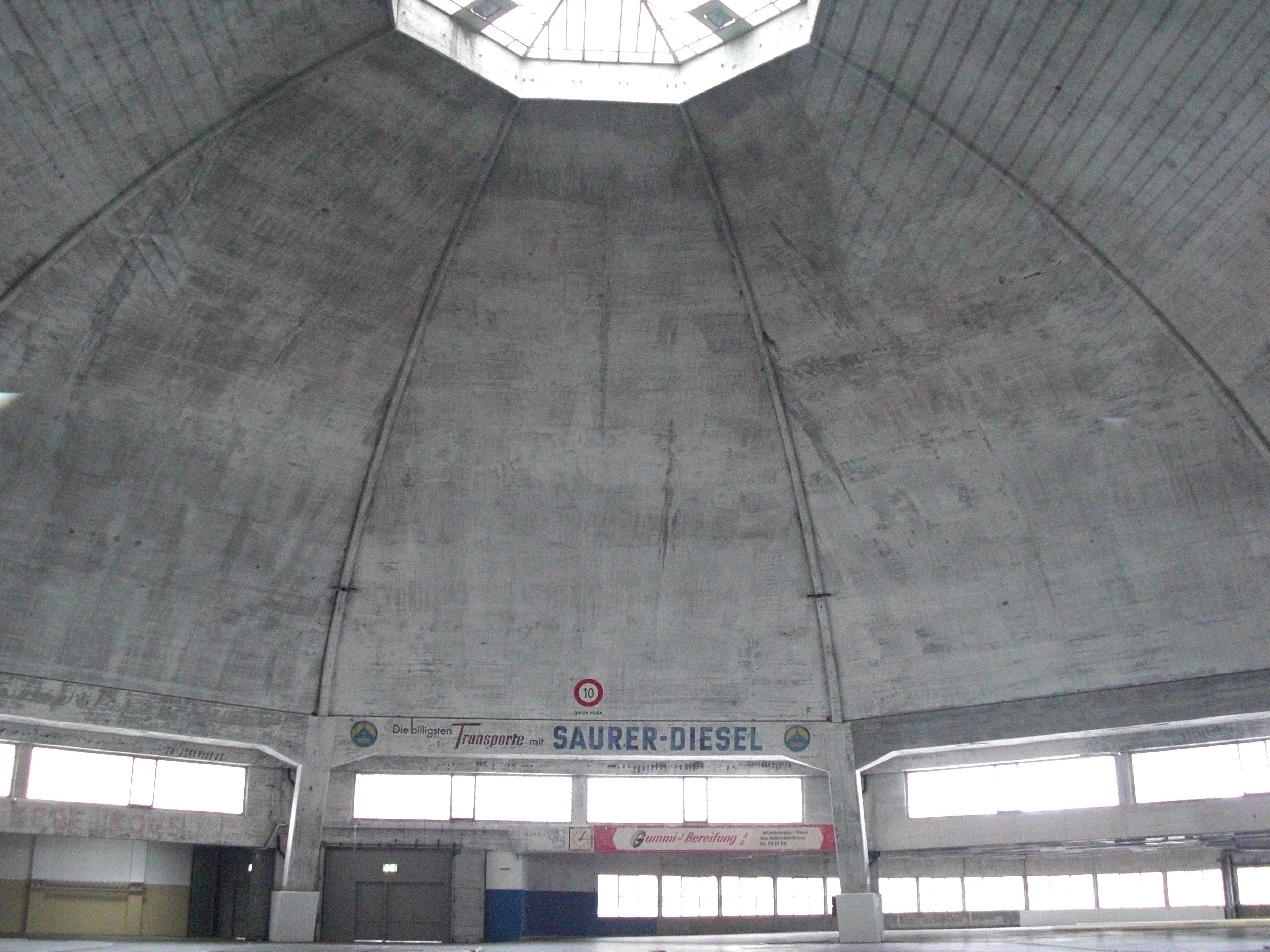
Cúpula desde el interior antes de la renovación

El Markthalle Basel o Markthalle de Basilea, también llamado “Grossmarkthalle”, es un edificio en forma de domo construido en Basilea en 1929, el cual se utilizó como mercado de abastos hasta el año 2004 y tras una remodelación en el año 2011, el recinto es utilizado para diversas actividades comerciales y culturales.

## Origen
Inaugurado hacia fines de septiembre de 1929, el Markthalle sirvió como punto de transbordo de mercancías hasta el año 2004, debiendo cerrar debido a cambios en los canales de distribución logística. Luego de varios años en estado de abandono, se realizó una rehabilitación completa del edificio y se abrieron diferentes tipos de tiendas.
El edificio del antiguo mercado mayorista sirve hoy en día como un lugar para eventos culturales, mercadillos, cursos de cocina, visitas guiadas públicas, conciertos, noches de comedia; además de los establecimientos permanentes, que son en su gran mayoría puestos gastronómicos con comida tradicional de diferentes partes del mundo, existen además de otro tipo de tiendas comerciales en el nivel principal y en el subsuelo.

## Arquitectura
El edificio brutalista, posee una bóveda de concha con cúpula octogonal, siendo una evolución de las cúpula dobles del Mercado mayorista de Leipzig (Leipziger Großmarkthalle).
Dependiendo de la fuente, la cúpula tiene entre 27 m y 28 m, de alto; posee una luz de 60 metros, con un espesor de cáscara de 8 centímetros, tiene forma de cicloide y pesa alrededor de 2800 toneladas.
El Markthalle de Basilea fue diseñado por el ingeniero Alfred Adolf Goenner, quién fallece en 1929, tiempo antes de que se terminara la construcción, junto con su socio, el arquitecto Hans Eduard Ryhiner, quien luego supervisara en solitario la finalización de la estructura. 
La construcción del complejo de 14000 m² fue realizada por la compañía alemana Züblin AG según los planos y los cálculos fueron realizados por Hubert Rüsch de Dyckerhoff & Widmann AG.
Al momento de su inauguración, el mercado era el tercer edificio con cúpula de hormigón armado más grande del mundo. El complejo es ahora un edificio protegido y forma parte del Inventario suizo de bienes culturales de interés nacional y regional. 

## Conversión y renovación
En 2006, el zoológico de Basilea propuso instalar un "Polarium" en el Markthalle, en donde se alojarían pingüinos y otros animales de las regiones polares. Este concepto obtuvo un amplio apoyo de la población, de algunos políticos y también de la comunidad de promoción turística. Sin embargo, la ciudad de Basilea vendió el mercado al inversor inmobiliario Allreal AG, que entre los años 2009 y 2011 lo reformó y renovó junto a Blaser Architekten en la conservación del edificio original y con Diener & Diener Architekten en la planificación urbana y la construcción de la nueva torre.
En dos plantas se crearon espacios para tiendas de moda, una tienda de deportes de montaña y una tienda especializada en informática. También se realizaban eventos bajo la cúpula. Al mismo tiempo, se construyó una torre de doce pisos con apartamentos justo al costado del mercado. Sólo las sucursales de Bächli Bergsport y Digitec tenían concurrencia, mientras que las tiendas dedicadas a la moda exclusiva se quejaron de la falta de visitantes.

## Administración
En 2011, el Markthalle pasó a ser propiedad de CSA Real Estate Switzerland, una filial de la Credit Suisse Investment Foundation.
Desde octubre de 2013, un equipo dirigido por la arquitecta local especializada en reformas, Barbara Buser, intenta devolver al mercado su función original como mercado y lugar de encuentro, con un nuevo concepto que incluye la creación de puestos de mercado y restaurantes, siendo la operadora ejecutiva de la recién fundada Markthallen AG Basel. 
El 1 de agosto de 2016, Edith Maryon AG, una filial de la fundación sin fines de lucro Stiftung Edith Maryon de Basilea, adquirió el mercado con el subsuelo y los dependencias colindantes, exceptuando la nueva torre, para así protegerlos de la especulación inmobiliaria y preservarlo como lugar cultural y público. 
El mercado está administrado por Markthallen AG Basel y es inquilina de la cúpula y sus dependencias desde mediados de 2013. Sus funciones son las de coordinación, expide permisos para participar en las ferias, alquila espacios y se encarga de la mantención general. Además gestiona directamente la oficina de finanzas, el programa cultural y especial del mercado, el decorado y equipamiento de la sala, eventos de empresa y privados, el bar de la casa HausBar y la limpieza general.
Los socios de Markthallen AG Basel administran estands, carros de comida, tiendas, salas de producción y otros bares en régimen de subarrendamiento.
Desde mayo de 2019, el Markthalle también organiza caravanas gastronómicas en distintos lugares de la ciudad de Basilea y varios carros de comida que no gestiona por sí mismo, sino que selecciona, se encuentran en diferentes lugares de Basilea en las diferentes temporadas. 

## Conmemoraciones
Para el aniversario de los 50 años del Markthalle en 1979, el historiador y periodista suizo Gustaf Adolf Wanner, lanza un publicación con los detalles y la historia del complejo desde sus orígenes.
Para los 90 años de la construcción de la cúpula, organizaciones y fundaciones, como la Paul Schatz Stiftung prepararon diversas publicaciones y actividades para celebrar la obra patrimonial.
El 27 de febrero de 2024, el Markthalle organiza un tour de aniversario (Jubiläumsführung), evento para conmemorar los 10 años desde su reforma principal.

## Literatura
1. Langscheid Tobias: Dialoge - Paul Schatz, die Markthalle Basel und das Jahr 1929. Paul Schatz Stiftung. Verlag Standpunkte. Basel, 2019. (trichter.de).
2. Dominik Weiss, Tomaž Ulaga: Umbau und Instandsetzung der Markthalle Basel (Transformación y reparación del Markthalle de Basel) . En: fib-CH. Betonbau in der Schweiz. p.176-180, 2014. (ulagaweiss.ch).
3. Thomas Lutz: Neue Inhalte für ein städtisches Wahrzeichen der Moderne: das erneuerte Gebäudeensemble der Markthalle, Viaduktstrasse, Innere Margarethenstrasse, Steinentorberg (Nuevo contenido para un hito urbano moderno: el renovado conjunto de edificios del Markthalle, Viaduktstrasse, Innere Margarethenstrasse, Steinentorberg) . En: Preservación del monumento cantonal de Basilea-Ciudad (ed.): Informe anual, Basilea 2011, págs. 50–51.
4. Allreal-Gruppe: Martkhalle 4051 Basel. Zürich, 2011 (allreal.ch).
5. Dominik Weiss, Tomaž Ulaga: Auf Zahnstochern (Sobre palillos de dientes) . En: tec21, volumen 136, n.º 35, p. 38-42, 2010. (ulagaweiss.ch).
6. Gustaf Adolf Wanner: 50 Jahre Markthalle 1929-1979 (50 años del Markthalle 1929-1979). Markthallen AG, Basilea 1979.
7. Günter Günschel: Große Konstrukteure 1 Freyssinet, Maillart, Dischinger, Finsterwalder. (Grandes constructores 1 Freyssinet, Maillart, Dischinger, Finsterwalder). Ullstein, Berlín 1966.
8. Josef Braun et al.: Denkschrift anlässlich der Vollendung und Einweihung der Gross-Markthalle Basel. (Memorando con motivo de la finalización e inauguración del Gross-Markthalle de Basilea). CJ Wunderlin, Basilea 1929.
9. Joëlle Neuenschwander Feihl. «Markthallen». Diccionario histórico de Suiza (en alemán, francés o italiano).
10. INSA Basel. Band 2, S. 226/1, Viaduktstrasse 10 (e-periodica.ch).